# Couplage chaleur-force
Pour les articles homonymes, voir CCF.
Le couplage chaleur-force est un principe de chauffage. L’appellation chaleur-force vient du fait que, dans un tel système, un moteur thermique produit de la force et la chaleur de ce moteur est récupérée pour le chauffage.

## Sources
- Couplage chaleur-force, site de l'OFEN, consulté le 20 juin 2008.